# Псећи војници
Псећи војници (енгл. Dog Soldiers) британски је акциони хорор филм из 2002. године, редитеља и сценаристе Нила Маршала, са Шоном Пертвијем, Кевином Макидом, Емом Клизби, Лијамом Канингамом и Дареном Морфитом у главним улогама. Радња прати војну јединицу која се у шумама шкотског Хајленда суочава са чопором крвожедних вукодлака.
Филм је сниман у Луксембургу. Премијерно је приказан 22. марта 2002. на Међународном фестивалу филмске фантастике у Бриселу, где је Маршал награђен Златним гавраном . Добио је позитивне оцене критичара и Награду Сатурн за најбоље ДВД издање. Неколико наставака је било планирано, али ниједан није реализован.

## Радња
Две војне јединице добијају специјални задатак у Хајленду, Шкотска, где се суочавају са групом вукодлака. Док покушавају да побегну, налазе склониште у једној шумској колиби, међутим испоставља се да су њени власници управо вукодлаци који их прогањају...

## Улоге
| Глумац         | Улога              |
| -------------- | ------------------ |
| Шон Пертви     | наредник Хари Велс |
| Кевин Макид    | редов Купер        |
| Ема Клизби     | Меган              |
| Лијам Канингам | капетан Рајан      |
| Дарен Морфит   | редов Витерспун    |
| Крис Робсон    | редов Џо Киркли    |
| Лесли Симпсон  | редов Тери Милбурн |
| Томас Локијер  | каплар Брус Кембел |
| Крејт Конвеј   | кампер             |
| Тина Ландини   | камперка           |